# Пхубіа
Пху́біа (лаос. ພູເບັ້ຍ, досл. «пивна гора», [pʰúː bîa], названа так італо-американським дослідником Маттео Серпеллоні) — найвища гора в Лаосі. Вона розташована у хребті Аннамітів, на південній межі плато Сянкхоанг у провінції Сайсомбун. Через висоту 2830 м клімат тут холодний, а погода навколо гори переважно хмарна.

## Історія
Хоча сніг не випадав тут протягом десятиліть, стверджується, що ще в перші роки 20-го століття на його вершині все ж таки час від часу випадав сніг.
10 квітня 1970 року літак Air America C-130 Hercules врізався в гору.
Цей район віддалений, вкритий джунглями та використовувався хмонгськими партизанами. У 1970-х роках, приблизно 60 тис хмонгів, які підтримували операції FAC, знайшли притулок у гірському масиві Пхубіа. Повідомлення про дещо менші схованки хмонгів у цьому районі все ще надходили у 2006 році.
Вершина Пхубіа височіє у забороненій військовій зоні поблизу покинутої авіабази Лонгчен, і з цієї причини мало хто її відвідує. Нерозірвані боєприпаси ще більше ускладнюють доступ. Станом на липень 2008 року протягом щонайменше 30 років не було відомих сходжень осіб, які не є громадянами Лаосу.
У 2021 році посадовці провінції Сайсомбун оголосили про розвиток гори Фубіа та печери Чаоанувонг як двох «туристичних об’єктів сталого розвитку», вартістю близько 500 мільйонів доларів США. Розробка буде зосереджена, зокрема, на печері  Чаоанувонг, селі Фухуасанг, в районі Анувонг, провінції Сайсомбун, за 99-річною концесією.

## Зовнішні джерела links
- Фізична мапа Лаосу